# HD 111031
HD 111031 — двойная звезда в созвездии Ворона на расстоянии приблизительно 102 световых лет (около 31,2 парсек) от Солнца. Видимая звёздная величина звезды — +6,87m. Возраст звезды определён как около 4,075 млрд лет.

## Характеристики
Первый компонент (HD 111031A) — жёлтый карлик спектрального класса G5, или G5V. Масса — около 1,099 солнечной, радиус — около 1,246 солнечного, светимость — около 1,51 солнечной. Эффективная температура — около 5801 K.
Второй компонент (HD 111031B) — красный или оранжевый карлик спектрального класса M6+, или K5V. Эффективная температура — около 4410 K.
Третий компонент — коричневый карлик. Масса — около 21,76 юпитерианских. Удалён в среднем на 1,575 а.е..

## Планетная система
В 2007 году группой астрономов было объявлено об открытии планеты HD 111031 b.